# Église Saint-Nicolas de Mlečane
Pour les articles homonymes, voir Église Saint-Nicolas.
L'église Saint-Nicolas de Mlečane (en serbe cyrillique : Црква светог Николе у Млечану ; en serbe latin : Crkva svetog Nikole u Mlečanu) est une église orthodoxe serbe située à Mleqan/Mlečane, au Kosovo, près de Malishevë/Mališevo. Construite dans le dernier quart du XVIe siècle, elle dépend de l'éparchie de Ras-Prizren et est inscrite sur la liste des monuments culturels d'importance exceptionnelle de la république de Serbie.

## Histoire et architecture
L'église Saint-Nicolas a été construite à la fin du XVIe siècle ou au début du XVIIe siècle, grâce à une donation collective des habitants de Mleqan/Mlečane. L'église est constituée d'un narthex et d'une nef prolongée par une abside demi-circulaire. Deux pilastres reliés par un arc en plein cintre, entre lesquels se trouve une iconostase, séparent la nef de l'autel. L'abside se termine par une niche, ainsi que par une prothésis  et un diakonikon creusés dans la paroi, si bien que la forme demi-demi circulaire de l'ensemble reste intacte vue de l'extérieur. Le mur nord ne comporte aucune fenêtre et celles qui s'ouvrent au sud et à l'ouest sont hautes et étroites. Les murs sont construits en pierres de taille et seule une grande niche située sur la paroi méridionale du narthex anime les façades extérieures.

## Fresques
L'église Saint-Nicolas abrite des fragments de fresques réalisées en 1601 et 1602, dont une série de personnages en pied bien préservées. Sur le mur occidental du narthex se trouve une grande composition représentant le Jugement dernier. Les peintures se caractérisent par la fermeté du dessin et par des couleurs vives, telles qu'on les trouve par exemple dans les figures d'un Saint Georges à cheval ou d'un Saint Dimitri situés dans le narthex. Toutes les fresques ont été restaurées en 1968.